# 大木トオル
大木 トオル（おおき とおる）は、日本のブルース・シンガーで、（一財）国際セラピードッグ協会創始者である。（一社）大木動物愛護協会創始者、弘前学院大学客員教授。東京都日本橋人形町生まれ。米国で「ミスター・イエロー・ブルース」と称される。ライフワークとして（一財）国際セラピードッグ協会を設立し、殺処分廃止を実現するために殺処分寸前の犬猫を救い、セラピードッグを育成する。

## 人物
1976年に渡米する。トオル・オオキ・ブルースバンドを率いて全米ツアーを催し、ミシシッピ・デルタ・ブルース・フェスティバルに3回出演する。ミュージシャンとして永住権を取得する。
マディ・ウォーターズを筆頭にジョン・リー・フッカー、アルバート・キング、B.B.キング、ベン・E・キング、マイク・ブルームフィールドらと共演し、「スタンド・バイ・ミー」のヒットで知られるベン・E・キングとデュオ「マンハッタン・ブラザース」で活動する。
（一財）国際セラピードッグ協会の創始者として、殺処分寸前の捨て犬と被災犬の救出、セラピードッグ育成など、広く社会福祉活動を継続する。幼少時に愛犬と別れざるを得なくなった苦い経験と、米国で音楽活動中に目覚めた動物愛護の精神、動物愛護センターで殺処分直前に救出した犬チロリと運命的な出逢い、これらの体験から捨て犬と捨て猫の殺処分ゼロを目指し、ライフワークとして活動する。

## 著書
大木トオルの音楽CD/出版物 - 著作物の売上の一部は、殺処分寸前の捨て犬や被災犬の救助とセラピードッグ育成を行う国際セラピードッグ協会に寄付される。
- 『名犬チロリ』岩崎書店 - 捨て犬ながら日本で初めてセラピードッグの世界を切り開いた名犬チロリの物語
- 『いのちをつなぐ』岩崎書店 - 東日本大震災で被災し、遺棄された犬たちの救助と訓練に励むドキュメンタリー（子供向け）
- 『風になった名犬チロリ』岩崎書店 - 大木トオルと名犬チロリの心の交流と命の大切さを描いた闘病記
- 『わがこころの犬たち』三一書房 - 東日本大震災で被災し、遺棄された犬たちの救助と訓練に励むドキュメンタリー（大人向け）
- 『セラピードッグの世界』日本経済新聞社 - 国際セラピードッグ協会代表大木トオルが日本で初めて出版したセラピードック育成の教本
- 『アイ・コンタクト』バットコーポレーション - セラピードッグとして多くの人の命を救った名犬チロリの写真集
- 『キラ星たちのレクイエム（鎮魂歌）』成文堂新光社/絶版
- 『伝説のイエロー・ブルース』文藝春秋・講談社/絶版 - ブルースの本場に単身渡米し、ミスター・イエロー・ブルースの称号を勝ち取った男の光と影